# Esther Barsel
Esther Barsel (17 de octubre de 1924, Raguva, Lituania - 6 de octubre de 2008, Johannesburgo) fue una activista política sudafricana y miembro del Partido Comunista sudafricano (SACP). Fue miembro de sus ramas del Congreso Nacional africana local y del SACP Johannesburgo Rama Central.

## Biografía

### Inicios
Era hija de Joseph Levin de Kubelake, Ucrania y de Sonia Garenblumaite de Raguva, Lituania. Joseph huía de los pogromos en Ucrania y se reubica en Raguva, aproximadamente en 1915. Más tarde asumió la identidad de un hombre muerto - Lieb Lurije para evitar su detección.
Cuándo la madre de Barsel conoció a Joseph Levin, ya vivía bajo el nombre supuesto de Leib Lurije. El registro de nacimiento de Esther en los registros vitales de Raguva muestra a su madre Sonia como Garenblumaite en lituano, y en el original Yiddish la transcripción sería Garnblum. El padre de Esther era comerciante, habitante de Raguva. Su registro de nacimiento muestra a su padre como que había muerto a los dos años.
En 1926 Joseph va a Sudáfrica como Lurije, cambiando su nombre a Levin al llegar a Sudáfrica. Esther tenía 6 meses cuándo deja Lituania. Y queda con su hermano Abraham Bloom (ex Garrenblum) en Middelburg. Esther & su madre Sonia siguieron en 1927; los registros de entrada a Sudáfrica de Esther Luriane (de 3 años) llega en 1927 en barco. Joseph Levin entonces compró una granja aproximadamente a 25 km de Middelburgo la que vende en 1936. Y, se mudan a Johannesburgo.

### Carrera política
Esther fue una participante temprana en el Liberation Lucha en contra del apartheid, uniéndose al SACP a los catorce años.
Esther trabajó como secretaria / contadora para los Amigos de la Unión Soviética donde conoce a Hymie Barsel, el coordinador del proyecto. Se casaron en Johannesburgo el 4 de diciembre de 1945. Viajaron por el país junto promoviendo a Karl Marx.
En 1956, Hymie Barsel fue acusado de Traición. Un grupo de 156 activistas negros y blancos - incluyendo al Jefe Albert Lutuli, Oliver Tambo, Nelson Mandela y Walter Sisulu - fueron puestos en el muelle, tras una represión en todo el país, luego de la adopción de la Carta de Libertad en el Congreso del Pueblo en Kliptown a finales de 1955. El grupo representó casi el ejecutivo entero del entonces africano ANC, el Congreso blanco de Demócratas, el Congreso indio sudafricano, el Congreso de las personas de color, y el Congreso sudafricano de Sindicatos. Juntos, se los conocía como la Alianza de Congreso, y fueron estoicos ante los cargos de conspiración y alta traición por utilizar violencia para derrocar el gobierno. El castigo era, naturalmente, la muerte.
Fue un periodo extremadamente difícil para los enjuiciados y sus familias, sin embargo, muchas de las amistades entre activistas blancos y negros que fueron golpeadas eran de toda la vida.
Más tardío Barsel y su marido fueron entre quince acusados en el Juicio Bram Fischer. Fue sentenciada y sirvió tres años de trabajo forzoso en la Prisión de Mujeres de Barberton.

## Personal
Barsel y su marido tienen tres hijas, Merle, Sonia y Linda, en Yeoville, Johannesburgo,
Esther fue enterrada en Johannesburgo según tradición judía.